# Институт сферы обслуживания и предпринимательства ДГТУ
Институт сферы обслуживания и предпринимательства является самым большим по численности обучающихся филиалом Донского государственного технического университета. В структуру ИСОиП (филиала) ДГТУ в г. Шахты входят физико-математическая школа с универсальным и гуманитарным классами, колледж экономики и сервиса, три факультета программ высшего образования (бакалавриат, магистратура, аспирантура), академия абитуриентов, детский университет, издательский центр, общежития и другие подразделения.

## История
4 ноября 1968 г. Совет Министров СССР принял постановление о целесообразности создания Шахтинского технологического института бытового обслуживания (ШТИБО) на базе Шахтинского педагогического института. 1 сентября 1969 г. состоялся набор более 1000 студентов на факультеты: механико-технологический, инженерно-экономический, заочный. В 1995 г. приказом Государственного комитета РФ по высшему образованию ШТИБО переименован в Донскую государственную академию сервиса (ДГАС). В 1999 г. Министерством образования РФ ДГАС переименована в Южно-Российский государственный университет экономики и сервиса (ЮРГУЭС). Современное название институт получил при реорганизации путем присоединения к Донскому государственному техническому университету по приказу Министерства образования и науки РФ в 2012 г.
ЮРГУЭС имел филиалы: Ростовский-на-Дону технологический институт сервиса и туризма (РТИСТ), Кавминводский институт сервиса (КМВИС) в Пятигорске, Ставропольский технологический институт сервиса (СТИС), Волгодонский институт сервиса (ВИС), в Узбекистане — в Ташкенте.
В составе вуза действовали студенческий дизайн-театр, центр тестирования выпускников школ Министерства образования РФ, гимназия для одаренных детей, лингвистический учебный центр, высший колледж экономики и сервиса, студенческий учебно-производственный дом сервиса, профессиональный лицей экономики и сервиса, лечебно-оздоровительный центр. Вуз стал обладателем сертификата соответствия качества образования требованиям стандарта ИСО 9001-2001 международной организации «Global Assurance Limited» (Великобритания), награды «Европейское качество» в Оксфорде (Великобритания). Вузовская система менеджмента качества образовательной деятельности сертифицировалась фирмой GAL (Лондон). ЮРГУЭС был признан высококлассным учебным заведением с международным опытом с правом выдачи одновременно с дипломом сертификата Сертификационной компании IES (Лондон). ЮРГУЭС входил в Национальный научно-образовательный инновационно-технологический консорциум вузов сервиса — многоуровневый сетевой университет.
Институт возглавлял рейтинг Рособразования среди вузов сервиса, отличался высокими показателями научно-исследовательской работы в Ростовской области.

## Структура
Кафедры факультета «Техника и технологии»
- Естественнонаучные дисциплины
- Информационные системы и радиотехника
- Конструирование, технологии и дизайн
- Математика и прикладная информатика
- Радиоэлектронные и электротехнические системы и комплексы
- Строительство и техносферная безопасность
- Автомобильный транспорт и технологическое оборудование

Кафедры факультета «Юриспруденция, социальные технологии и психология»
- Гражданское право и процесс
- Иностранные языки
- Коммерческое и финансовое право
- Конституционное и муниципальное право
- Православная культура и теология
- Социально-гуманитарные дисциплины
- Теория государства и права
- Трудовое право и право социального обеспечения
- Уголовно-правовые дисциплины
- Физическая культура и спорт

Кафедры факультета «Экономика, сервис и предпринимательство»
- Информатика
- Сервис, туризм и индустрия гостеприимства
- Управление и предпринимательство
- Экономика и менеджмент